# Ле-Мениль-Жермен
Ле-Мени́ль-Жерме́н (фр. Le Mesnil-Germain) — коммуна во Франции, находится в регионе Нижняя Нормандия. Департамент коммуны — Кальвадос. Входит в состав кантона Ливаро. Округ коммуны — Лизьё.
Код INSEE коммуны — 14420.

## Население
Население коммуны на 2010 год составляло 265 человек.
| 1962 | 1968 | 1975 | 1982 | 1990 | 1999 | 2010 |
| ---- | ---- | ---- | ---- | ---- | ---- | ---- |
| 258  | 193  | 168  | 240  | 216  | 218  | 265  |

## Экономика
В 2010 году среди 171 человека трудоспособного возраста (15—64 лет) 116 были экономически активными, 55 — неактивными (показатель активности — 67,8 %, в 1999 году было 72,2 %). Из 116 активных жителей работали 107 человек (55 мужчин и 52 женщины), безработных было 9 (5 мужчин и 4 женщины). Среди 55 неактивных 9 человек были учениками или студентами, 30 — пенсионерами, 16 были неактивными по другим причинам.